# Lefkáda (prefekturhuvudort i Grekland)
Lefkáda (Lefkada) är en prefekturhuvudort i Grekland.   Den ligger i prefekturen Lefkas och regionen Joniska öarna, i den centrala delen av landet, 280 km väster om huvudstaden Aten. Lefkáda ligger 12 meter över havet och antalet invånare är 8 673. Den ligger på ön Lefkas.
Terrängen runt Lefkáda är kuperad åt sydost, men åt nordväst är den platt. Havet är nära Lefkáda åt nordväst.  Närmaste större samhälle är Preveza, 14,5 km norr om Lefkáda. 